# Horvát Jogok Pártja 1861
A Horvát Jogok Pártja 1861 (horvátul: Hrvatska stranka prava 1861, rövidítve HSP 1861) politikai pártot, Dobroslav Paraga alapította 1995 májusában, miután Anto Đapić lett a Horvát Jogok Pártja (HSP) elnöke, aki bírósági eljárással vette át a párt vezetését.
A HSP 1861 jobboldali pártként Ante Starčević munkásságának szószólója. A párt alapítása az HSP tagsága azon részének kilépése volt az illegalitásból, amely nem ismerte el Đapićot az HSP elnökének, mert törvénytelennek tartották az 1993-as kutenyai pártkongresszust, valamint a Közigazgatási Minisztérium döntését, mely Đapićot erősítette meg a pártelnöki poszton. A párt 1995. február 18-án alakult, amikor Paraga hívei a zágrábi vásárcsarnokban megtartották a „HSP 2. kongresszusát”, ahol úgy döntöttek, hogy Paraga pártfrakcióját HSP 1861-re nevezik át. Az eseményen kongresszus vendégeként Stjepan Mesić is részt vett.
A HSP 1861 ma is működik, de nagyon kis létszámmal és nem vesz részt a választásokon. A párton belül működik a HOS Harcosok Szövetsége is, élén Ante Perkovićval. Az egyesület 2000. május 20-án alakult. A párt a horvátországi jobboldal körében eltérő módon, árulónak és diktátornak tekinti Franjo Tuđmant a Horvát Köztársaság első elnökét.

## Fordítás
- Ez a szócikk részben vagy egészben  a   Croatian Party of Rights 1861 című angol Wikipédia-szócikk ezen változatának fordításán alapul.  Az eredeti cikk szerkesztőit annak laptörténete sorolja fel. Ez a jelzés csupán a megfogalmazás eredetét és a szerzői jogokat jelzi, nem szolgál a cikkben szereplő információk forrásmegjelöléseként.
- Ez a szócikk részben vagy egészben  a   Hrvatska stranka prava 1861 című horvát Wikipédia-szócikk ezen változatának fordításán alapul.  Az eredeti cikk szerkesztőit annak laptörténete sorolja fel. Ez a jelzés csupán a megfogalmazás eredetét és a szerzői jogokat jelzi, nem szolgál a cikkben szereplő információk forrásmegjelöléseként.